# Hasrat Jafarov
Hasrat Jafarov (n. 5 octombrie 2002, Goranboy, Goranboy District⁠(d), Azerbaidjan) este un luptător ce a reprezentat Azerbaidjan, medaliat olimpic. A participat la 1 ediție a Jocurilor Olimpice (2024) în care a câștigat 1 medalie de bronz.